# Enclave (Fallout)
L'Enclave è un'organizzazione statale-militare immaginaria presente nell'universo videoludico di Fallout. Originatosi ai più alti livelli del governo federale pre-bellico, l'Enclave durante la Grande Guerra si rifugiò su una piattaforma petrolifera della Poseidon Energy al largo della California; l'isolamento forzato che ne seguì ha portato i membri dell'organizzazione a vedere come mutanti impuri tutti gli abitanti della zona contaminata.
La sede principale dell'organizzazione è stata inizialmente presso la piattaforma petrolifera fino al 2242, anno in cui fu trasferita presso la base di Raven Rock, nei pressi di Washington. Tra i suoi leader l'Enclave ha annoverato l'ultimo Presidente pre-bellico degli Stati Uniti d'America, Dick Richardson e suo padre oltre che John Henry Eden, sebbene quest'ultimo fosse in realtà un avanzato computer ZAX.
Alcune truppe isolate dell'Enclave, come nella zona centro-orientale, non seguono però il modus operandi classico, puntando a ricostruire una nuova America che comprenda anche i mutanti.

## Apparizioni

### Nei videogiochi
In Fallout, L'Enclave è presente solo come voce misteriosa alla radio, che trasmette messaggi di propaganda e minacce ai sopravvissuti. 
Appare per la prima volta in Fallout 2, contrapposta alla Confraternita d'Acciaio. Essa possiede una base operativa in una piattaforma petrolifera al largo della California ed il giocatore deve contrastare i loro piani di sterminio dei mutanti.
In Fallout: New Vegas, L'Enclave è presente solo con un piccolo gruppo rifugiato nel Mojave Wasteland. Il loro ruolo nella storia è marginale, ma il giocatore può convincere i membri rimasti a schierarsi con la RNC o contro di essa.
In Fallout 4 L'Enclave compare come nemico in alcune missioni, ma non è una fazione giocabile.
In Fallout 76 L'Enclave è una delle fazioni principali del gioco, con una presenza significativa nelle lande desolate dell'Appalachia.

### Serie tv
Nell'adattamento televisivo del 2024, l’Enclave viene nominata per la prima volta nel primo episodio rivelando ufficialmente che la nefasta organizzazione è viva e vegeta nonostante sembri essersi dispersa dopo Fallout 3. La Confraternita d’Acciaio riceve la notizia che un noto membro dell’Enclave, il dottor Siggi Wilzig, e il suo compagno fidato sono in fuga e i Cavalieri della Confraternita ricevono l’ordine di catturarlo e riportarlo ai capi della Confraternita. Un duo assegnato a questa missione è costituito dal neo-squadro Maximus (Aaron Moten) e dal suo cavaliere Titus (interpretato in un cameo da Michael Rapaport). Il secondo episodio inizia con una vera e propria presentazione dell’Enclave; Vediamo Wilzig allevare il proprio Dogmeat fino alla maturità, mentre sviluppa rapidamente un legame tra sé e il cane. Lo scienziato, non più interessato ad aiutare un’aspirante dittatura, fugge dalla base dell’Enclave con il suo cane e la tecnologia della fusione fredda. La sua scomparsa dà inizio a una caccia all’uomo in tutta la Repubblica della Nuova California. Diverse parti sono a caccia di ciò che Wilzig possiede, e l’Enclave è senza dubbio una di queste. Sulle sue tracce c’è anche il famigerato cacciatore di taglie precedentemente conosciuto come Cooper Howard (Walton Goggins) che spera di catturare Wilzig per ottenere una buona ricompensa.